# 凯尔布拉
基夫霍伊瑟山区凯尔布拉（德語：Kelbra (Kyffhäuser)），简称凯尔布拉（德語：Kelbra，發音：[ˈkɛlbʁa] ⓘ），是德国萨克森-安哈尔特州曼斯费尔德-南哈茨县的城市，面积40.55平方千米，2023年12月31日人口为3,199人。